# The Japan Times
«Джапа́н таймс» (The Japan Times — «Японское время») — японская газета на английском языке, первая и теперь старейшая англоязычная газета страны.
Публикуется компанией The Japan Times, Ltd., которая является дочерней компанией компании Nifco, ведущего производителя пластиковых креплений для автомобильной промышленности и дизайна интерьера. Офисы газеты находятся в здании «Japan Times Nifco Building» в Токио, в квартале Сибаура токийского специального района Минато.

## История

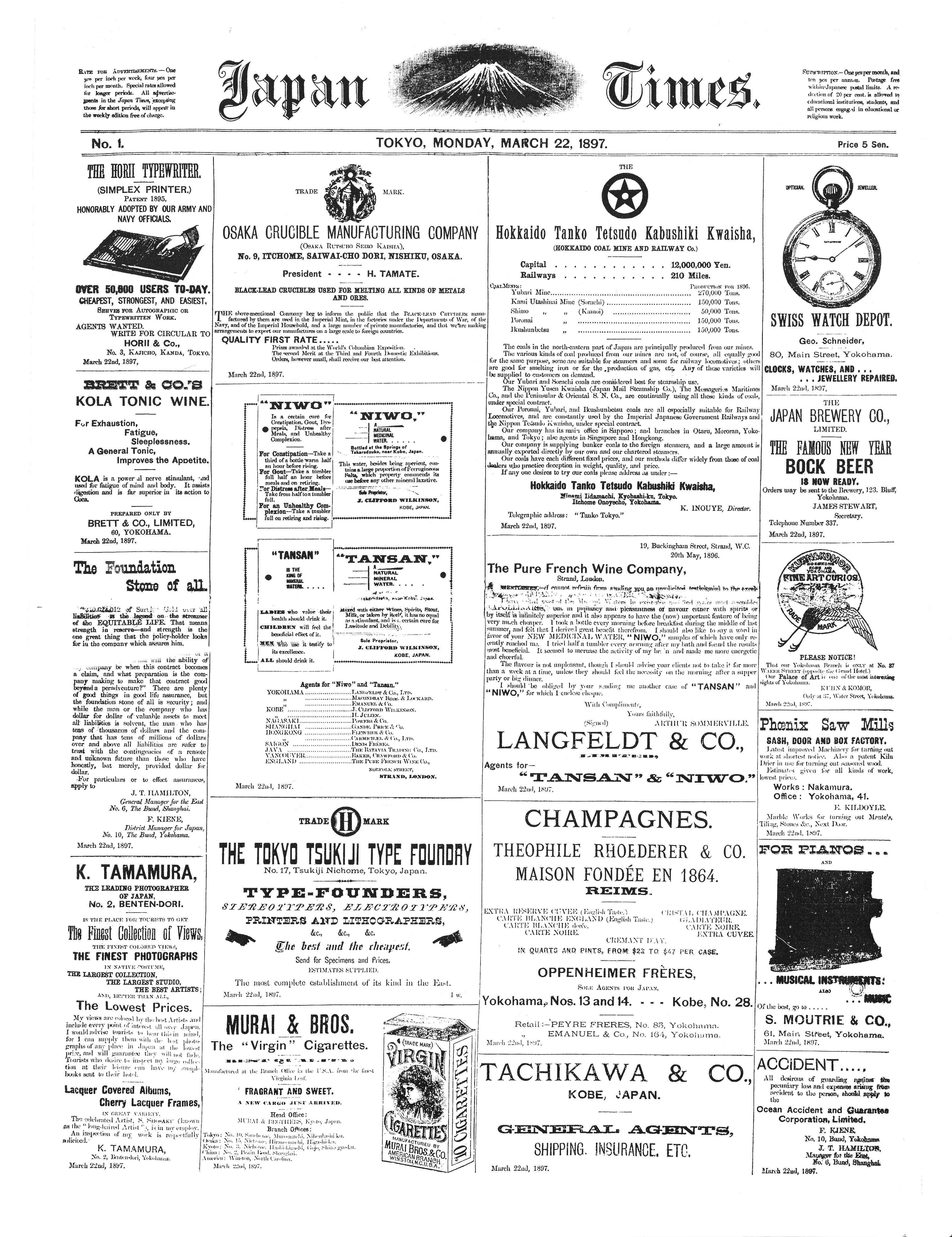
Титульный лист первого номера газеты The Japan Times от 22 марта 1897 г.

Газета была основана Дзумото Мотосадой (1862—1943) в Токио в 1897 году. Это была первая и единственная тогда в Японии англоязычная газета, главным редактором которой был японец. Первый номер вышел 22 марта 1897 года. Целью газеты было предоставить японцам возможность читать и обсуждать новости и текущие события в Северо-Восточной Азии на английском языке, чтобы помочь Японии в более полной мере участвовать в международном сообществе.
В январе 1898 года Матосада начал работать секретарём у Ито Хиробуми (заступившего тогда на свой третий срок на посту премьер-министра Японии). Он продал газету Такахаси Кадзутомо, выпускнику Императорского факультета (по юридической специальности) и потом Мичиганского университета, который уже 13 лет жил в США к тому времени, как осенью 1897 года Матосада предложил ему вернуться в Японию, чтобы работать в Japan Times.
В 1918 году газета была переименована в The Japan Times and Mail, а в 1940 после слияния с газетой The Japan Advertiser стала называться The Japan Times and Advertiser.